# Vibhajyavada

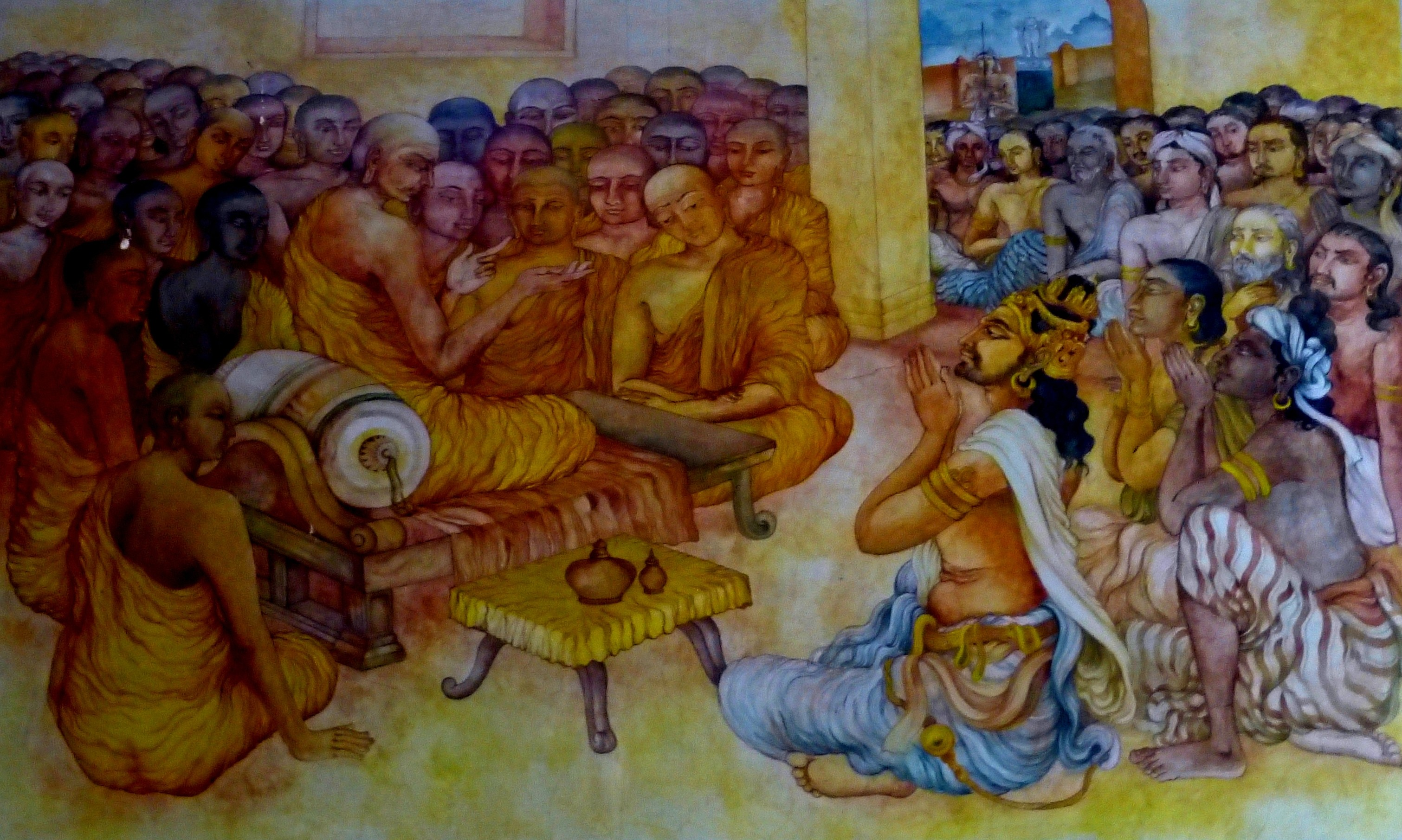
Según el relato tradicional Theravada, el anciano Moggaliputta-Tissa defendió la doctrina Vibhajyavāda bajo Aśoka en el Tercer Concilio budista.

Vibhajyavāda (sánscrito; Pāli: Vibhajjavāda) es un término que se aplica generalmente a grupos de los budistas tempranos que pertenecen a la orden Sthavira. Se sabe que estos diversos grupos rechazaron las doctrinas Sarvāstivāda (especialmente la doctrina de que "todo existe") y la doctrina de Pudgalavada (personalismo).  Durante el reinado de Ashoka, estos grupos posiblemente tomaron parte de actividad misionera en Gandhara, Bactria, Cachemira, el India del sur y Sri Lanka. En el siglo III d. C., se habían extendido en Asia Central y en el Sudeste Asiático. Su doctrina se expone en el Kathavatthu.

## Etimología
La palabra "Vibhajyavāda" puede ser analizada en "vibhajya-", que significa "dividir", "analizar" y "-vāda" ("doctrina", "enseñanzas"). Según Andrew Skilton, el análisis de los fenómenos (Skt. dharmas) era el énfasis doctrinal y la preocupación de Vibhajyavāda..
Según A.K. Warder, se les llama "distincionistas" porque hacen distinciones entre los dhammas que existen en el presente y en el pasado, y los dhammas que no existen en el pasado y en el futuro (en oposición a Sarvāstivāda).5 Esto es apoyado por la explicación dada por el filósofo  Bhavaviveka del siglo VI.
Según Sujato Bhikkhu, Vibhajyavāda significa que la doctrina "distingue" (vibhajanto) los puntos de vista heterodoxos y ortodoxos, en particular la teoría no budista de un yo (atman) y también la teoría pudgala de la escuela pudgalavada. El método característico utilizado por Buda y los primeros budistas para eliminar la idea del yo era el método de analizar (vibhajjati) los componentes de una persona e investigarlos para descubrir que no poseen las características que uno podría atribuir a un yo (o a un atman). Por lo tanto, tendría sentido que el término se refiera al "movimiento abhidhamma como un enfoque analítico del Dhamma en general, y como una crítica del "yo" en particular."

### Historia
Según la historia de la escuela Theravada, este grupo rechazó las enseñanzas de Sarvāstivāda en el tercer concilio budista (sin embargo, los estudiosos modernos cuestionan las narrativas de este concilio). El nombre significa "aquellos que hacen distinciones", e incluye a las escuelas Kāśyapīya, Mahīśāsaka y Dharmaguptaka. Los Vibhajyavādas estaban fuertemente representados en el sur de la India, donde se llamaban a sí mismos Theravada. Sobrevivieron hasta el siglo XVII en el sur de la India, y en Sri Lanka se convirtieron en la escuela moderna Theravada.
Vibhajyavāda rechaza la afirmación de Sarvāstivāda de que todos los dhammas (principios, fenómenos) existen en el pasado, presente y futuro. En su lugar, hicieron una distinción entre los dhammas que "existen" y los dhammas que no existen, y de ahí sale el nombre "distincionistas." Los Vibhajyavādas sostenían que los dhammas existen en el presente, pero no que existen en el futuro. Con respecto a los dhammas pasados, se decía que no existían aquellos dhammas buenos o malos que ya habían producido su fruto o efecto, pero si distinguían que aquellos que aún no habían producido un efecto kármico tenían "eficacia". El texto Vijñānakāya  de Sarvāstivāda declara la posición defendida por Moggaliputtatissa como: "El pasado y el futuro no son; el presente y el no condicionado existen."
Los Vibhajyavādins también sostuvieron que de todos los dhammas, solo Nirvana era un dhamma incondicionado (asankhata), en contra de Sarvāstivāda que también sostenía que 'espacio' era un dhamma incondicionado. Otra diferencia con el Sarvāstivāda era el debate sobre el nirvana logrado gradualmente o al repentino. Los Vibhajyavādins sostuvieron que en la etapa de la "entrada a la corriente" (sotapanna), el entendimiento de las cuatro verdades nobles llega en un momento (ekābhisamaya), mientras que Sarvāstivāda afirmaba que esto sucedía solo gradualmente (anupubbābhisamaya). Vibhajyavāda también afirmaba que los arhats no podían retroceder o volver a un estado inferior una vez que alcanzaban el estado de arhat. Vibhajyavāda también rechazaba la doctrina del estado intermedio entre los renacimientos (antarabhava).
Las doctrinas de los Vibhajyavādas se pueden ver en el Kathāvatthu, tradicionalmente atribuido al anciano Moggalipputtatissa por la escuela Theravada. La primera capa de este texto podría datar hasta el reinado de Ashoka. Sin embargo, ni el Kathāvatthu ni el Vijñānakāya contienen ninguna referencia a Vibhajyavāda como una escuela separada, lo que indica que quizás durante el tiempo en que se registraron no existía un cisma formal entre Sarvāstivāda y Vibhajyavāda.
El Visuddhimagga de Buddhaghosa, una obra de Sri Lanka del siglo quinto mientras tanto, menciona que el texto fue escrito a petición de Sanghaphala, "un miembro del linaje de los Mahaviharasins, ilustres Theriyas, el mejor de Vibhajjavādins".

### Ramas

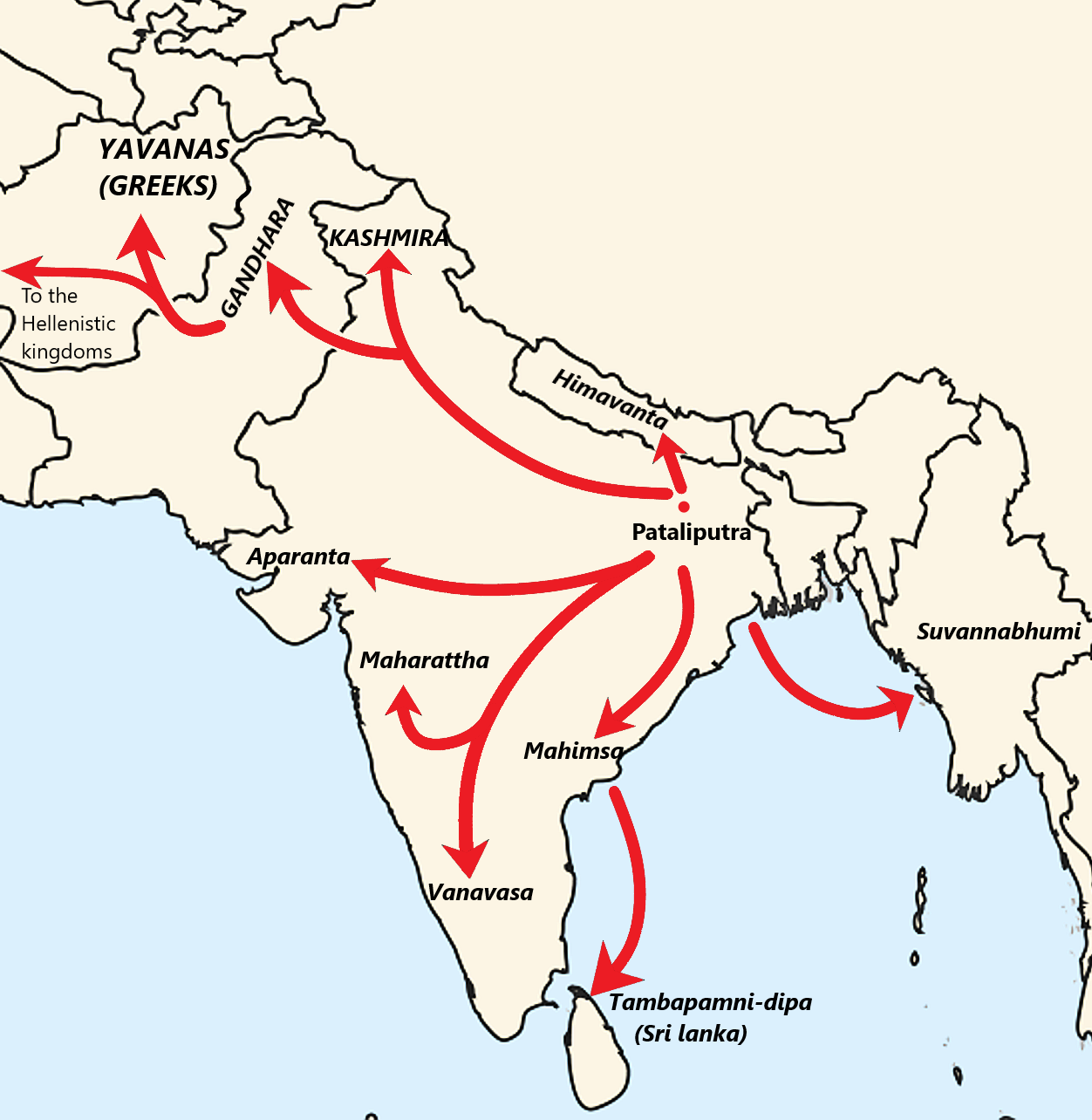
Mapa de las misiones budistas durante el reinado de Ashoka.

El nombre se aplicó a una variedad de comunidades en todo el subcontinente indio. Los principales fueron:
1. Dharmaguptaka, ubicada principalmente en el noroeste del subcontinente indio, pero también se extiende a lo largo de las rutas comerciales de Asia Central. Según Richard Salomon, esta escuela participó en actividad misionera y fue dominante en Gandhara durante el primer siglo EC..[18]
2. Kāśyapīya, probablemente ubicado en la misma área que el Dharmaguptaka.
3. Mahīśāsaka, como Dharmaguptaka, pero también en otras partes de la India continental.
4. Tambapaṇṇiya (Skt. Tamraparṇiyas, más tarde conocida como Mahāvihāravāsins y Theravada), establecida en Sri Lanka (en Anuradhapura) pero activa también en Andhra y otras partes del sur de la India (Vanavasa en la moderna Karnataka) y más tarde en el sudeste de Asia. Se ha encontrado evidencia inscripcional en Amaravati y Nagarjunakonda.[18]

Bhikkhu Sujato, en su resumen de las escuelas Dharmaguptaka y Mahāvihāravāsin, sostiene que la división entre ellas no se debió a ninguna diferencia en la doctrina o disciplina monástica, sino a la distancia geográfica.
Según L.S. Cousins, el precursor de estas escuelas probablemente estuvo involucrado en actividades misioneras en la época de Ashoka en las regiones de Cachemira, Gandhara. Bactria, Andhra y Sri Lanka.

### Puntos de vista sectarios
La escuela Theravāda-Mahavihara de Sri Lanka son descendientes de los Vibhajyavādas en el sur de la India que utilizaron el idioma Pali, diferenciándose de las escuelas de la orden Sthavira en el norte. Los Theravādas sostienen que Vibhajyavāda fue la doctrina favorita durante un concilio budista de Pataliputra bajo Ashoka. Sin embargo, Rupert Gethin escribe que las fuentes históricas están bastante confundidas en este asunto.
Los Sammatīyas (también conocidos como Pudgalavada) también mencionan a los Vibhajyavādas. Según la secta Sammatīya, los Vibhajyavādas se desarrollaron a partir de la escuela Sarvāstivāda.
El texto abhidharma Sarvāstivāda llamado Mahāvibhāṣa Śāstra describe a los Vibhajyavādas como el tipo de herejes que "hacen objeciones, defienden doctrinas dañinas y atacan a quienes siguen el Dharma auténtico".
La escuela Mahāsāṃghika via a los Vibhajyavādas como una rama de la primera cisma en el budismo, que según ellos produjo tres sectas: Sthaviras, los Mahāsāṃghikas y los Vibhajyavādas. Los Mahāsāṃghikas enumeran a las sectas Mahīśāsaka, Dharmaguptaka, Kāśyapīya y Tāmraparnīya (Theravada) como descendientes de los Vibhajyavādas. La rama Mahāsāṃghika en sí, junto con Prajñaptivāda, preferían llamarse Bahuśrutiya-Vibhajyavādas.